# Lundbystrandshallen
Lundbystrandshallen, tidigare kallad Lundby Strand, Lindholmens sporthallar och Lundbystrands sporthallar, är en sporthallsanläggning belägen i stadsdelen Lundbyvassen på Hisingen i Göteborg i en tidigare varvslokal för Götaverken. Den invigdes den 1 januari 1996 och består av fem handbollsplaner med fullmått. Plan 1 har parkettgolv och två stora läktare längs långsidorna, med en total kapacitet på runt 1 500 åskådare. Planerna 2 till 5 har gummigolv.
Lundbystrands sporthallar har sedan invigningen varit en mycket viktig del för innebandyn och handbollen i Göteborg. På kvällstid måndag–fredag fungerar de som en viktig träningshall för mängder av innebandy- och handbollsklubbar från både Hisingen och övriga Göteborg. Dessutom spelas det mängder av seriematcher i alla hallarna för både innebandyn och handbollen. Flera stora turneringar i innebandy och handboll spelas här varje år. I hallarna arrangeras också många olika idrottsevenemang tack vare det unika med fem fullmåttsplaner under samma tak. När hallen invigdes 1996 var det Sveriges största sporthall-komplex med sina fem planer.

## Publikrekord
Publikrekordet i Lundbystrands största hall, plan 1 (då kallad "Estrellahallen" på grund av ett sponsoravtal), innehas av handbollsklubben HP Warta. 1 650 åskådare såg år 1998 derbyt mot Redbergslids IK.
Publikrekordet för en seriematch i innebandy är 1 583 åskådare och innehas av IBF Älvstranden. Det sattes år 2003 vid derbyt mot Pixbo Wallenstam IBK.